# Jerónimo Vich y Valterra
Jerónimo Vich y Valterra (Valencia, 1459-1535), conocido como el embajador Vich, fue un aristócrata y diplomático español.

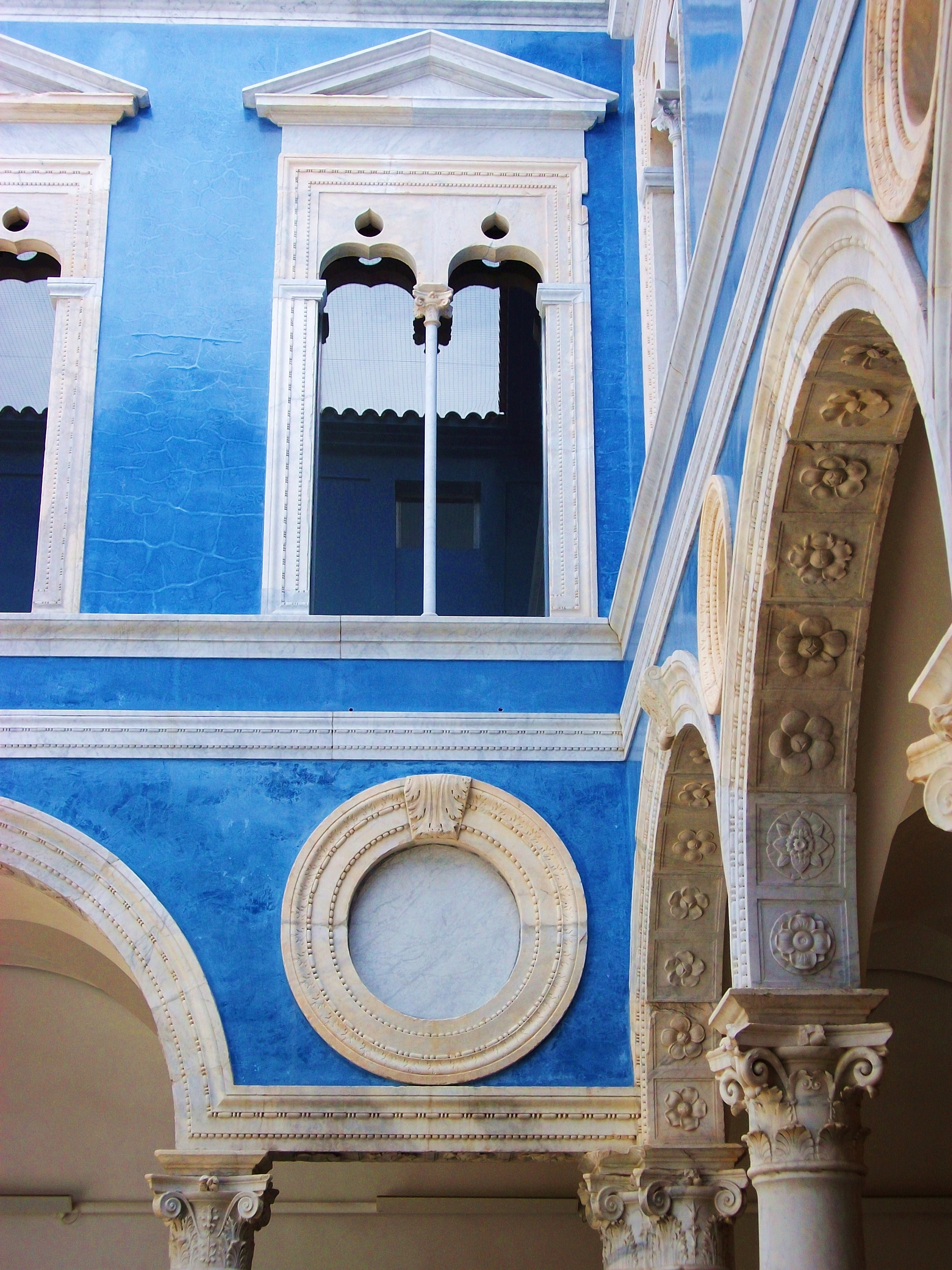
Patio del Embajador Vich, en el Museo de Bellas Artes de Valencia.

## Biografía
Jerónimo Vich, señor de las baronías de Llaurí, Beniomer, Beniboquer y Matada, era hijo primogénito de Luis Vich y de Corbera, Maestre Racional del rey de Aragón, y de Damiata de Valterra. Los Vich, representantes de una nobleza moderna, alejada de arquetipos medievales, eran servidores del Estado. Desempeñaban cargos gubernamentales, diplomáticos y militares. En este contexto, Jerónimo Vich fue designado por la Corona embajador en Roma desde 1507 hasta 1521, primero de Fernando el Católico y después del emperador Carlos I de España y V de Alemania. Acompañó a Italia a Fernando El Católico en la primera década del siglo XV. Llegó a Roma en 1507 y representó a España durante los pontificados de Julio II y León X, siendo testigo de los importantes acontecimientos históricos y artísticos del renacimiento italiano. A su regreso a Valencia en 1521, mandó construir un palacio, al más puro estilo del Cinquecento. Jerónimo Vich jugó a partir de este momento un papel determinante en la introducción del gusto renacentista en la Valencia de comienzos del siglo XVI, contribuyendo, junto al crecimiento económico y demográfico de la ciudad y el desarrollo artístico y literario, a convertirla en una de las principales capitales culturales y de difusión del Renacimiento.
Estaba casado con Violante Ferrer.

## Mecenazgo
Jerónimo Vich mostró, a lo largo de su vida, gran interés por las artes. Reunió una importante biblioteca y colección de pinturas, donadas mayoritariamente al Monasterio de La Murta, en Alcira, al cual estaba muy vinculada su dinastía. Financió la Iglesia del monasterio, que había impulsado su hermano, el cardenal Guillén Ramón Vich y Valterra, y la convirtió en panteón exclusivo de la familia. Jerónimo también dotó la capilla familiar con una Verónica, y un retablo de alabastro representando el Bautismo que hizo traer de Italia. 
Encontrándose en Roma, encargó a Sebastiano del Piombo en 1516 un tríptico del que subsisten dos pinturas: Lamentación sobre el cadáver de Cristo (Museo del Ermitage, San Petersburgo) y el Descenso de Cristo al Limbo (Museo Nacional del Prado). La tercera obra se da por perdida, pero del tríptico completo se conoce una copia de Francisco Ribalta conservada en Olomouc (República Checa) así como por dos pinturas del Museo de Bellas Artes de Valencia, copias de los dos laterales  que no se encuentran expuestas al público, aunque la copia de la pintura perdida fue cedida para la Exposición Michelangelo &  Sebastiano que tuvo lugar en la National Gallery de Londres en 2017, acompañando las dos pinturas originales del Prado y el Ermitage.
También adquirió Vich un Cristo con la cruz a cuestas igualmente de Piombo, y lo vinculó al patrimonio familiar. No obstante, su bisnieto Diego Vich, entregó este lienzo a Felipe IV en pago de ciertas deudas. Destinado a la sacristía del Monasterio de El Escorial, permaneció allí hasta su ingreso en el Museo Nacional del Prado en 1839. 
A su regreso de Italia, encargó su nuevo palacio en Valencia, acabado en 1527, que fue dotado de la belleza renacentista que había conocido en Italia. En él destacaba el patio, con elegantes columnas clásicas, capiteles, arcos, cornisas y frontones. Estaba construido en mármol blanco de Carrara, con ocho columnas con capiteles de estilo corintio de fina labra, siendo triples las columnas situadas en cada uno de los cuatro ángulos del patio. El palacio fue derribado de su lugar de origen (en la actual calle del Embajador Vich) en 1859, salvándose las piezas de mármol del patio, que fueron desmontadas. La Real Academia de Bellas Artes de San Carlos, de Valencia, custodió estos elementos que se habían podido salvar del derribo hasta 2007, en cuyas instalaciones se volvió a montar el patio devolviéndole su esplendor y colorido. Con este motivo el Museo San Pío V celebró una exposición de pinturas relacionadas con la familia Vich.